# Bisaurri
Bisaurri – gmina w Hiszpanii, w prowincji Huesca, w Aragonii, o powierzchni 63,19 km². W 2011 roku gmina liczyła 202 mieszkańców.